# Dreux (archevêque de Lyon)
Pour les articles homonymes, voir Dreux (homonymie) et Drogon.
Dreux de Beauvoir, connu également sous le nom de Drogo fut l'archevêque de Lyon de 1163 à 1166.  
Précédemment archidiacre de Lyon, il succède en 1163 à Héracle de Montboissier. Son appartenance au camp  impérial  de l'anti-pape Victor provoque l'élection en 1165 d'un autre archevêque, Guichard de Pontigny (abbé cistercien). Dreux est finalement chassé de Lyon en 1167.